# 北约合作网络防御卓越中心
北约合作网络防御卓越中心（英語：NATO Cooperative Cyber Defence Centre of Excellence，簡稱NATO CCD COE、CCDCOE）是北约的一个卓越中心（中國新聞網認為CCDCOE是一家网络安全机构），中心位于爱沙尼亚塔林。该中心成立于2008年5月14日，2008年10月28日得到北约的全面认可，并获得国际军事组织的地位。该中心的使命是，通过教育、研发、经验教训和协商，加强北约成员国及合作伙伴在网络防御方面的能力、合作及信息共享。

## 历史
2003年，在加入北约前，爱沙尼亚提议建立一个卓越中心。2006年北约里加峰会将可能的网络攻击列入对公共安全的不对称威胁，并承认需要制定保护信息系统的长期计划。
爱沙尼亚的提议得到北约秘书长夏侯雅伯的支持，2008年1月北约批准一项网络防御政策。2008年4月在布加勒斯特举行的北约首脑会议公报宣布，北约准备“在盟国提出请求时，提供协助反击网络攻击的能力”。

## 成员
截至2023年5月，中心有29个北约成员国，为赞助国。
- 阿尔巴尼亚
- 比利时
- 保加利亚
- 加拿大
- Czechia
- 丹麦
- 爱沙尼亚
- 法國
- 德国
- 希腊
- 匈牙利
- 冰島
- 義大利
- 拉脫維亞
- 立陶宛
- 盧森堡
- 蒙特內哥羅
- 荷蘭
- 挪威
- 波蘭
- 葡萄牙
- 羅馬尼亞
- 斯洛伐克
- 斯洛維尼亞
- 西班牙
- 土耳其
- 英国
- 美国

截至2023年5月，中心有1個北約國家和8个非北约国家，为贡献参与者。
- 奥地利
- 芬兰
- 愛爾蘭
- 日本
- 瑞典
- 瑞士
- 乌克兰

乌克兰于2021年8月申请加入，2022年2月，在俄罗斯入侵乌克兰战争爆发前，乌克兰的申请被匈牙利阻止。2022年3月，乌克兰被接纳为贡献参与者。